# اورهان دلیبایش
اورهان دلیبایش (انگلیسی: Orhan Delibaș؛ زادهٔ ۲۸ ژانویه ۱۹۷۱) ورزشکار بوکس اهل پادشاهی هلند است.
وی در مسابقات کشوری و بین‌المللی در مجموع برندهٔ ۲ مدال نقره شده‌است.